# Clerodendrum hastatum
Clerodendrum hastatum là một loài thực vật có hoa trong họ Hoa môi. Loài này được (Roxb.) Lindl. mô tả khoa học đầu tiên năm 1830.